# LXVII Korpus Armijny (III Rzesza)
LXVII Korpus Armijny, niem. LXVII. Armeekorps – jeden z niemieckich korpusów armijnych, uczestniczył głównie w walkach przeciw aliantom zachodnim. 
Utworzony w styczniu 1944 roku z przemianowania LXVII Korpusu Rezerwowego. Do grudnia 1944 roku podlegał 15 Armii, walczył o Amiens i Bredę. W grudniu 1944 roku przejściowo w składzie 1 Armii Spadochronowej, od stycznia 1945 ponownie w składzie 15 Armii, prowadził działania bojowe przeciw wojskom aliantów zachodnich w rejonie Akwizgranu. Wojnę zakończył w składzie 11 Armii (Grupa Armii D). Rozbity został przez wojska aliantów zachodnich w rejonie Eifel i Remagen.

## Dowódcy korpusu
- gen. piechoty Walther Fischer von Weikersthal (styczeń – lipiec 1944)
- gen. piechoty Carl Püchler (lipiec 1944)
- gen. piechoty Otto Sponheimer (lipiec – grudzień 1944)
- gen. piechoty Otto Hitzfeld (grudzień 1944 – maj 1945)

## Struktura organizacyjna
Jednostki korpuśne: 467 Dowództwo Artylerii i 467 batalion łączności
Skład w maju 1944
- 348 Dywizja Piechoty
- 344 Dywizja Piechoty

Skład w czerwcu 1944
- 49 Dywizja Piechoty
- 85 Dywizja Piechoty
- 326 Dywizja Piechoty
- 344 Dywizja Piechoty

Skład we wrześniu 1944
- 710 Dywizja Piechoty
- grupa bojowa 346 Dywizji Piechoty
- resztki 17 Dywizji Polowej Luftwaffe
- resztki 331 Dywizji Piechoty
- resztki 344 Dywizji Piechoty

Skład w marcu 1945
- 89 Dywizja Piechoty
- 277 Dywizja Grenadierów Ludowych